# Bestseller (vállalat)
A Bestseller A/S egy dán ruházati vállalat, mely körülbelül 1,4 milliárd eurós bevételével egyike Európa legnagyobb ilyen jellegű cégeinek. 1975-ben alapították a dániai Ringkøbing-ben.

A Bestseller a legtöbb európai országban jelen van, valamint a Közel-Keleten, Kínában és Kanadában is.

## Története
A vállalatot 1975-ben alapította Troels Holch Povlsen, dán vállalkozó. Eredetileg csak női ruházatot forgalmazott, de 1986-ban megjelent a gyermek-, majd 1988-ban a férfiruházat is.

## Márkák

### Női ruházat
- Vero Moda: a női ruházat fő márkája; 2007-2008-ban a híres modell, Gisele Bündchen népszerűsítette.[3]
- Pieces: kiegészítők
- ONLY: farmerek
- Mamalicious: kismamaruhák
- VILA: fiatal, divatérzékeny nőknek szóló ruházat
- Selected Femme: a Selected Homme testvérmárkája

### Férfi ruházat
- Jack & Jones: divatos márka fiatal férfiak számára. 2007-ben új vonalat alapított a cég, melynek neve JJ ECO.
- Selected Homme: konzervatívabb márka, mint a Jack & Jones
- Outfitters Nation

A Selected Homme és Jack & Jones márkákat magyarországon a 4_skandinavia férfiruházati üzlet forgalmazza. ( Budapest - Allee Bevásárlóközpont, Aréna Mall, MOM Park; Győr - Árkád Üzletház; Debrecen - Fórum Bevásárlóközpont )
2023. Június 9-én megnyílt az első Jack & Jones márkaüzlet a Westendben, ez az üzlet nem áll kapcsolatban a 4_skandinaviával.

### Gyermekruházat
- Name It: ruházat kisbabáknak és gyermekeknek

## Fordítás
- Ez a szócikk részben vagy egészben  a   Bestseller (company) című angol Wikipédia-szócikk fordításán alapul.  Az eredeti cikk szerkesztőit annak laptörténete sorolja fel. Ez a jelzés csupán a megfogalmazás eredetét és a szerzői jogokat jelzi, nem szolgál a cikkben szereplő információk forrásmegjelöléseként.